# Citizen Erased
Citizen Erased – szósty utwór na drugim albumie grupy Muse, Origin of Symmetry.

## Piosenka
Utwór składa się z trzech głównych części i zakończenia: pierwsza, oparta na dość ciężkim gitarowym riffie, trwa do 1:57 i na koncertach poprzedzona jest gitarową improwizacją. W drugiej części, po refrenie, utwór znacznie zwalnia, zaś linię instrumentalną przejmuje przede wszystkim gitara basowa i perkusja; przy 3:40 początkowym riffem rozpoczyna się część trzecia, po której następuje solówka gitarowa i refren. Po kolejnej minucie i 16 sekundach utwór wkracza w fazę przejściową między "Citizen Erased" a "Micro Cuts", wraca do spokojnego tempa, pojawia się także dźwięk pianina; muzyka zatrzymuje się przy 7:17 i pozostaje tylko cichy, przesterowany dźwięk, który płynnie przechodzi w "Micro Cuts".

## Wersje koncertowe
Pierwsze koncertowe wykonanie Citizen Erased zawierało outro zagrane na gitarze zamiast keyboardu. Keyboardowe zakończenie zostało wprowadzone dopiero 12 kwietnia 2001 (a przynajmniej nie wiadomo nic o wcześniejszych jego wykonaniach, powodem jest brak nagrań z koncertów).
Do czasu wydania The Resistance utwór był grany na niemal każdym koncercie. Na Hullabaloo Soundtrack zagrany został szybciej niż w oryginale, w przeciwieństwie do dużo wolniejszej wersji z Absolution Tour, zakończonej instrumentalnym debiutem "Take a Bow". "Citizen Erased" był również grany podczas pierwszego występu Muse na Wembley 16 czerwca 2007.

## Granie utworu
Piosenka ta została nagrana na gitarze 6-strunowej z wbudowanym efektem Fuzz Factory (użyty w solo), z najniższą struną E przestrojoną do A. Grając na żywo, Bellamy używa 7-strunowej gitary o stroju A-A-D-D-G-H-E. Struny A strojone są w oktawach, zaś struny D - unisono.

## Ciekawostki
9 lipca 2007 strona założona przez fanów Muse, Muselive.com, rozpoczęła tygodniową kampanię mającą na celu wywindowanie "Citizen Erased" na pierwsze miejsca list przebojów. Utwór osiągnął wprawdzie 1. miejsce na liście 7 Digital "Top tracks", lecz nie udało mu się zająć miejsca w oficjalnej brytyjskiej liście Top 40, plasując się dopiero na 122 pozycji. Podczas koncertu we wrześniu 2010 Bellamy nawiązał do tej kwestii żartując, że adres oficjalnej strony zespołu powinien zostać zmieniony na CitizenErased.com
9 grudnia 2010 podczas koncertu w Sydney, utwór został zadedykowany australijskiem bohaterowi Julianowi Assange - twórcy serwisu WikiLeaks.